# Holger Hövelmann

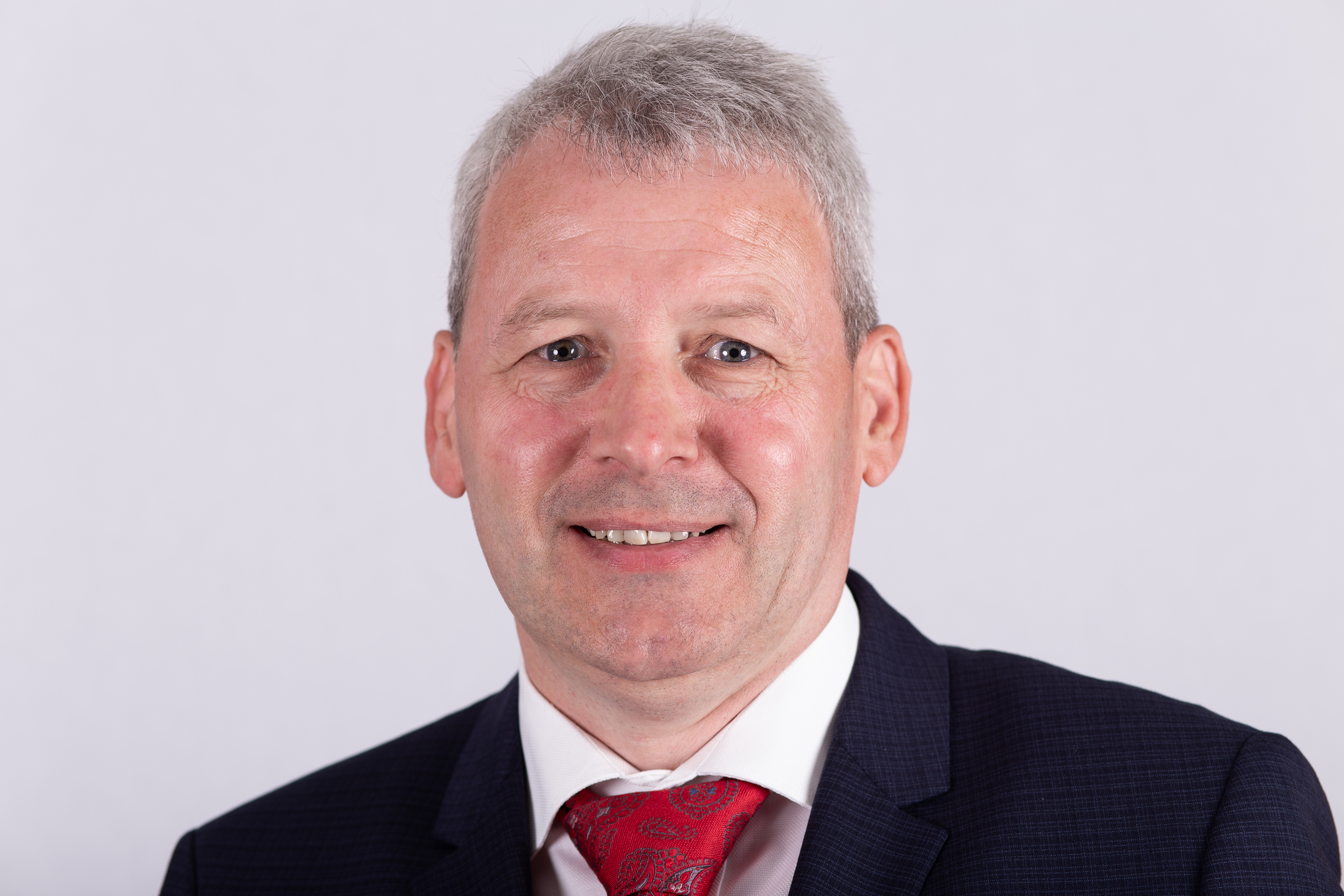
Holger Hövelmann (2018)

Holger Hövelmann (* 12. Juli 1967 in Roßlau) ist ein deutscher Politiker (SPD). Er war von 2006 bis April 2011 Innenminister des Landes Sachsen-Anhalt und von 2004 bis 2009 Landesvorsitzender der SPD in Sachsen-Anhalt.

## Leben und Beruf
Nach dem Abitur im Jahr 1986 studierte Hövelmann an der Offiziershochschule der Landstreitkräfte der NVA in Zittau als Politoffiziersschüler. Das Studium schloss er 1990 als Diplompolitikwissenschaftler ab.
Vor seiner Wahl zum SPD-Landesvorsitzenden hatte er den Charakter seines Studiums zum Diplom-Politikwissenschaftler nicht näher erläutert. Von Oktober 2004 bis Dezember 2009 war er SPD-Landeschef in Sachsen-Anhalt. In den 1990er Jahren war er als Angestellter beim Landkreis Zerbst tätig. Von 1993 bis 2001 war er Geschäftsführer der ÖTV-Kreisverwaltung Anhalt.
Holger Hövelmann ist verheiratet und hat zwei Töchter.

## Partei
Hövelmann war von 1988 bis 1989 Mitglied der SED.
Seit dem Jahr 1993 ist er Mitglied der SPD. Von 1995 bis 2004 war Hövelmann Vorsitzender des SPD-Kreisverbandes Anhalt-Zerbst. Im Oktober 2004 wurde er mit einer Stimme Mehrheit in einer Kampfkandidatur gegen Gerhard Miesterfeldt zum Vorsitzenden des SPD-Landesverbandes Sachsen-Anhalt gewählt. Seitdem wurde er zweimal (im November 2006 sowie im Oktober 2008) ohne Gegenkandidat mit großer Mehrheit in seinem Amt bestätigt. Am 19. Dezember 2009 verlor er auf einem Sonderparteitag die Kampfabstimmung um den Landesvorsitz gegen Katrin Budde mit 60 zu 41 Stimmen.
Holger Hövelmann hatte seine frühere SED-Mitgliedschaft zunächst innerparteilich nicht eingeräumt, was im Jahr 2004 im Vorfeld des Landesparteitages der SPD für Diskussionen sorgte. Das galt auch für die Angabe des Studiums der Politikwissenschaften ohne Hinweis darauf, dass er sich vor 1989 in der Ausbildung zum Politoffizier befunden hatte.

## Abgeordneter
Von 1994 bis 2001 gehörte Hövelmann dem Kreistag des Landkreises Anhalt-Zerbst an und war hier in dieser Zeit auch Vorsitzender der SPD-Fraktion. Über die SPD-Landesliste ist Hövelmann am 20. März 2011 in den Landtag des Landes Sachsen-Anhalt (6. Legislaturperiode) gewählt worden. 2016 wurde er erneut über die Landesliste in den Landtag gewählt (7. Legislaturperiode). Bei der Landtagswahl 2021 verpasste er zunächst den Wiedereinzug in den Landtag, rückte jedoch bereits am 8. Oktober 2021 wieder in den Landtag nach, da Armin Willingmann im Zuge seiner Ernennung zum Minister sein Mandat niederlegte.

## Öffentliche Ämter

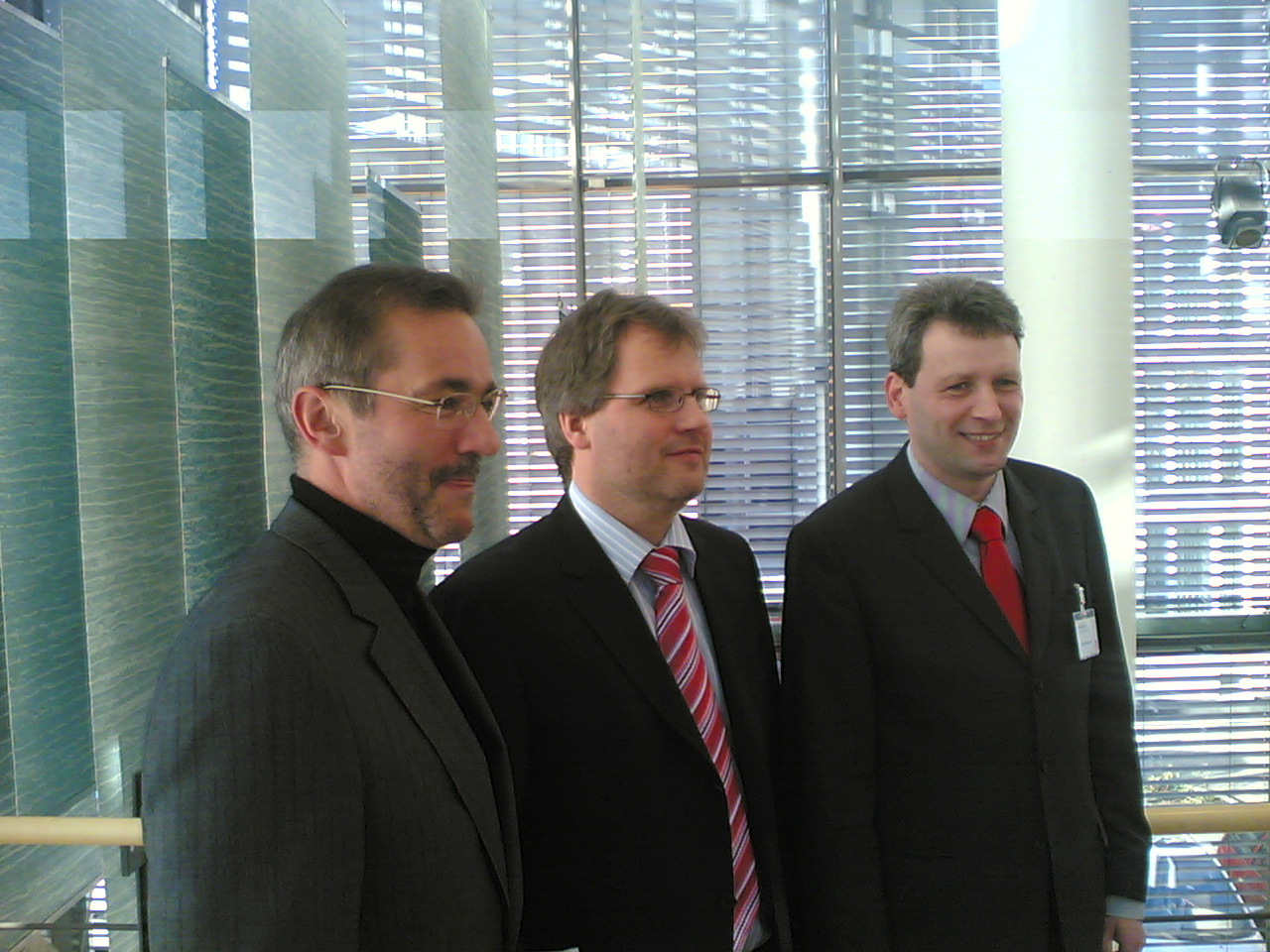
Matthias Platzeck, Jens Bullerjahn und Holger Hövelmann in Halle 2006

Von 2001 bis 2006 war Hövelmann Landrat des Landkreises Anhalt-Zerbst.
Nach der Landtagswahl 2006 wurde Hövelmann am 24. April 2006 als Innenminister in die von Ministerpräsident Wolfgang Böhmer geführte Landesregierung von Sachsen-Anhalt berufen.
Im Juni 2008 verkündete Hövelmann, ein Besuch in einer NS-Gedenkstätte solle für Schüler Pflicht werden, um rechtsextremes Gedankengut zu bekämpfen.

## Kritik
Kritisiert wurde die Tatsache, dass Hövelmann zum 45. Jahrestag des Mauerbaus an einer Gedenkveranstaltung in Marienborn als Hauptredner auftrat. Wegen Hövelmanns Vergangenheit als Politoffiziersschüler sagten daraufhin das Bürgerkomitee, CDU-Politiker sowie ein FDP-Bundestagsabgeordneter ihre Teilnahme an der Gedenkveranstaltung ab. Der FDP-Fraktionsvorsitzende im Landtag von Sachsen-Anhalt Karl-Heinz Paqué nannte den Auftritt Hövelmanns eine „Respektlosigkeit gegenüber der deutschen Geschichte“. Hövelmann selbst äußerte im Jahr 2006 mit Blick auf seine Vergangenheit als NVA-Politoffiziersschüler: „Ich habe bei dem, was ich bisher getan habe, nichts, wofür ich mich schämen oder entschuldigen müsste.“
Nachdem Hövelmann die Entscheidungen einiger Gerichte in der Öffentlichkeit kritisiert hatte, beklagte sich der Richterbund des Landes Sachsen-Anhalt im März 2007 über diese Einmischungsversuche des Innenministers in die Arbeit der Justiz.